# Leucothoe wuriti
Leucothoe wuriti is een vlokreeftensoort uit de familie van de Leucothoidae. De wetenschappelijke naam van de soort is voor het eerst geldig gepubliceerd in 2007 door Thomas & Klebba.